# Liste der Nummer-eins-Hits in Japan (1988)
Die Liste der japanischen Nummer-eins-Hits enthält die Daten vom 1. Januar bis zum 31. Dezember 1988. Die letzte Woche im Jahr fällt mit der ersten Woche des neuen Jahres zusammen. Angegeben sind die Verkaufszahlen der jeweiligen Nummer eins in ihrer Woche. Alle Angaben basieren auf den offiziellen japanischen Charts von Oricon.

## Singles
| ← 1987 ← | Liste der Nummer-eins-Hits in Japan | Liste der Nummer-eins-Hits in Japan | Liste der Nummer-eins-Hits in Japan | 1989 →                    |
| \| Zeitraum \| Wo. ges. \| Interpret \| Titel Autor(en) \| Zusätzliche Informationen \| \| (Zeitraum, Wochen auf Platz eins, Interpret, Titel, Autor[en], zusätzliche Informationen) \| \| \| \| \| \| ----------------------------------------------------------------------------------------- \| -------- \| ------------------ \| --------------------------- \| ------------------------- \| \| 21. Dezember 1987 – 24. Januar 1988 5 Wochen (insgesamt 6) \| 6 \| Hikaru Genji \| Glass no jūdai \| – \| \| 25. Januar 1988 – 31. Januar 1988 1 Woche \| 1 \| Kiyotaka Sugiyama \| Kaze no LONELY WAY \| – \| \| 1. Februar 1988 – 7. Februar 1988 1 Woche \| 1 \| Yōko Oginome \| Stranger tonight \| – \| \| 8. Februar 1988 – 21. Februar 1988 2 Wochen \| 2 \| Akina Nakamori \| AL-MAUJ \| – \| \| 22. Februar 1988 – 28. Februar 1988 1 Woche \| 1 \| Tsuyoshi Nagabuchi \| Kanpai \| – \| \| 29. Februar 1988 – 6. März 1988 1 Woche \| 1 \| Miho Nakayama \| You're My Only Shinin' Star \| – \| \| 7. März 1988 – 21. März 1988 2 Wochen \| 2 \| Yōko Minamino \| Tokiki de Net \| – \| \| 22. März 1988 – 24. April 1988 5 Wochen \| 5 \| Hikaru Genji \| Paradise ginga \| – \| \| 25. April 1988 – 1. Mai 1988 1 Woche \| 1 \| Seiko Matsuda \| Marrakech ~Marrakech~ \| – \| \| 2. Mai 1988 – 8. Mai 1988 1 Woche (insgesamt 3) \| 3 \| Yui Asaka \| C-Girl \| – \| \| 9. Mai 1988 – 15. Mai 1988 1 Woche \| 1 \| Yōko Oginome \| Stardust Dream \| – \| \| 16. Mai 1988 – 29. Mai 1988 2 Wochen (insgesamt 3) \| 3 \| Yui Asaka \| C-Girl \| – \| \| 30. Mai 1988 – 12. Juni 1988 2 Wochen \| 2 \| Akina Nakamori \| TATTOO \| – \| \| 13. Juni 1988 – 26. Juni 1988 2 Wochen \| 2 \| Shizuka Kudō \| FU-JI-TSU \| – \| \| 27. Juni 1988 – 3. Juli 1988 1 Woche \| 1 \| Yōko Minamino \| Anata o ai shitai \| – \| \| 4. Juli 1988 – 18. Juli 1988 2 Wochen \| 2 \| Hikaru Genji \| Diamond Harricane \| – \| \| 19. Juli 1988 – 24. Juli 1988 1 Woche \| 1 \| Shōnen-tai \| What's your name?” \| – \| \| 25. Juli 1988 – 31. Juli 1988 1 Woche \| 1 \| Miho Nakayama \| Ningyo hime \| – \| \| 1. August 1988 – 28. August 1988 4 Wochen \| 4 \| Kyōsuke Himuro \| ANGEL \| – \| \| 29. August 1988 – 4. September 1988 1 Woche \| 1 \| Yui Asaka \| Cecil \| – \| \| 5. September 1988 – 18. September 1988 2 Wochen (insgesamt 3) \| 3 \| Otokogumi \| DAYBREAK \| – \| \| 19. September 1988 – 25. September 1988 1 Woche \| 1 \| Seiko Matsuda \| Tabidachi wa Freesia \| – \| \| 26. September 1988 – 2. Oktober 1988 1 Woche (insgesamt 3) \| 3 \| Otokogumi \| DAYBREAK \| – \| \| 3. Oktober 1988 – 16. Oktober 1988 2 Wochen \| 2 \| Shizuka Kudō \| MUGO-n...iroppoi \| – \| \| 17. Oktober 1988 – 23. Oktober 1988 1 Woche \| 1 \| Yōko Minamino \| Aki karamo, soba ni ite \| – \| \| 24. Oktober 1988 – 6. November 1988 2 Wochen \| 2 \| Hikaru Genji \| Tsurugi no mai \| – \| \| 7. November 1988 – 20. November 1988 2 Wochen (insgesamt 8) \| 8 \| Tsuyoshi Nagabuchi \| Tombo \| – \| \| 21. November 1988 – 27. November 1988 1 Woche \| 1 \| Shōnen-tai \| Jirettai ne \| – \| \| 28. November 1988 – 4. Dezember 1988 1 Woche \| 1 \| Miho Nakayama \| Witches \| – \| \| 5. Dezember 1988 – 15. Januar 1989 6 Wochen (insgesamt 8) \| 8 \| Tsuyoshi Nagabuchi \| Tombo \| – \| |                                     |                                     |                                     |                           |
| ← 1987 |                                     |                                     |                                     | → 1989 →                  |
| Zeitraum | Wo. ges.                            | Interpret                           | Titel Autor(en)                     | Zusätzliche Informationen |
| (Zeitraum, Wochen auf Platz eins, Interpret, Titel, Autor[en], zusätzliche Informationen) |                                     |                                     |                                     |                           |
| 21. Dezember 1987 – 24. Januar 1988 5 Wochen (insgesamt 6) | 6                                   | Hikaru Genji                        | Glass no jūdai                      | –                         |
| 25. Januar 1988 – 31. Januar 1988 1 Woche | 1                                   | Kiyotaka Sugiyama                   | Kaze no LONELY WAY                  | –                         |
| 1. Februar 1988 – 7. Februar 1988 1 Woche | 1                                   | Yōko Oginome                        | Stranger tonight                    | –                         |
| 8. Februar 1988 – 21. Februar 1988 2 Wochen | 2                                   | Akina Nakamori                      | AL-MAUJ                             | –                         |
| 22. Februar 1988 – 28. Februar 1988 1 Woche | 1                                   | Tsuyoshi Nagabuchi                  | Kanpai                              | –                         |
| 29. Februar 1988 – 6. März 1988 1 Woche | 1                                   | Miho Nakayama                       | You're My Only Shinin' Star         | –                         |
| 7. März 1988 – 21. März 1988 2 Wochen | 2                                   | Yōko Minamino                       | Tokiki de Net                       | –                         |
| 22. März 1988 – 24. April 1988 5 Wochen | 5                                   | Hikaru Genji                        | Paradise ginga                      | –                         |
| 25. April 1988 – 1. Mai 1988 1 Woche | 1                                   | Seiko Matsuda                       | Marrakech ~Marrakech~               | –                         |
| 2. Mai 1988 – 8. Mai 1988 1 Woche (insgesamt 3) | 3                                   | Yui Asaka                           | C-Girl                              | –                         |
| 9. Mai 1988 – 15. Mai 1988 1 Woche | 1                                   | Yōko Oginome                        | Stardust Dream                      | –                         |
| 16. Mai 1988 – 29. Mai 1988 2 Wochen (insgesamt 3) | 3                                   | Yui Asaka                           | C-Girl                              | –                         |
| 30. Mai 1988 – 12. Juni 1988 2 Wochen | 2                                   | Akina Nakamori                      | TATTOO                              | –                         |
| 13. Juni 1988 – 26. Juni 1988 2 Wochen | 2                                   | Shizuka Kudō                        | FU-JI-TSU                           | –                         |
| 27. Juni 1988 – 3. Juli 1988 1 Woche | 1                                   | Yōko Minamino                       | Anata o ai shitai                   | –                         |
| 4. Juli 1988 – 18. Juli 1988 2 Wochen | 2                                   | Hikaru Genji                        | Diamond Harricane                   | –                         |
| 19. Juli 1988 – 24. Juli 1988 1 Woche | 1                                   | Shōnen-tai                          | What's your name?”                  | –                         |
| 25. Juli 1988 – 31. Juli 1988 1 Woche | 1                                   | Miho Nakayama                       | Ningyo hime                         | –                         |
| 1. August 1988 – 28. August 1988 4 Wochen | 4                                   | Kyōsuke Himuro                      | ANGEL                               | –                         |
| 29. August 1988 – 4. September 1988 1 Woche | 1                                   | Yui Asaka                           | Cecil                               | –                         |
| 5. September 1988 – 18. September 1988 2 Wochen (insgesamt 3) | 3                                   | Otokogumi                           | DAYBREAK                            | –                         |
| 19. September 1988 – 25. September 1988 1 Woche | 1                                   | Seiko Matsuda                       | Tabidachi wa Freesia                | –                         |
| 26. September 1988 – 2. Oktober 1988 1 Woche (insgesamt 3) | 3                                   | Otokogumi                           | DAYBREAK                            | –                         |
| 3. Oktober 1988 – 16. Oktober 1988 2 Wochen | 2                                   | Shizuka Kudō                        | MUGO-n...iroppoi                    | –                         |
| 17. Oktober 1988 – 23. Oktober 1988 1 Woche | 1                                   | Yōko Minamino                       | Aki karamo, soba ni ite             | –                         |
| 24. Oktober 1988 – 6. November 1988 2 Wochen | 2                                   | Hikaru Genji                        | Tsurugi no mai                      | –                         |
| 7. November 1988 – 20. November 1988 2 Wochen (insgesamt 8) | 8                                   | Tsuyoshi Nagabuchi                  | Tombo                               | –                         |
| 21. November 1988 – 27. November 1988 1 Woche | 1                                   | Shōnen-tai                          | Jirettai ne                         | –                         |
| 28. November 1988 – 4. Dezember 1988 1 Woche | 1                                   | Miho Nakayama                       | Witches                             | –                         |
| 5. Dezember 1988 – 15. Januar 1989 6 Wochen (insgesamt 8) | 8                                   | Tsuyoshi Nagabuchi                  | Tombo                               | –                         |